# Lanark Highlands
Lanark Highlands es un municipio canadiense situado en la provincia de Ontario.

## Superficie
Lanark Highlands tiene una superficie de 1031,52 km².

## Demografía
En 2021, tenía 5737 habitantes, una densidad poblacional de 5,6 hab./km², y 3409 viviendas.